# Comuna Cernoocene, Kărdjali
Cernoocene (în bulgară Черноочене) este o comună în regiunea Kărdjali, Bulgaria, formată din 49 de sate. 

## Localități componente

### Sate
| - Bakalite - Beli Vir - Bezvodno - Bojurți - Borovsko - Bosilița - Bostanți - Bărza Reka - Cerna Niva - Cernoocene - Daskalovo - Deadovsko - Draganovo - Dușka - Gabrovo - Iabălceni - Iavorovo | - Ionciovo - Jeleznik - Jenda - Jitnița - Kableșkovo - Kaneak - Komuniga - Kopitnik - Kuțovo - Leaskovo - Minzuhar - Murga - Nebeska - Nocevo - Novi Pazar - Novoseliște | - Panicikovo - Patița - Pcelarovo - Petelovo - Preaporeț - Rusalina - Sokolite - Srednevo - Sredska - Strajnița - Svobodinovo - Versko - Vodaci - Voinovo - Vojdovo - Văzel |

## Demografie
Componența etnică a comunei Cernoocene
     Bulgari (2,15%)
     Turci (92,49%)
     Nicio identificare (5,29%)
     Altele (0,59%)
La recensământul din 2011, populația comunei Cernoocene era de 9.607 locuitori. Din punct de vedere etnic, majoritatea locuitorilor (92,49%) erau turci, cu o minoritate de bulgari (2,15%). Pentru 5,29% din locuitori nu este cunoscută apartenența etnică.